# Andrés Rodales

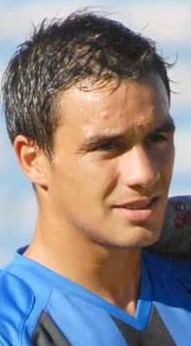
Carlos Andrés Rodales Ramírez (2013)

Andrés Rodales, vollständiger Name Carlos Andrés Rodales Ramírez, (* 27. Juni 1986 in Durazno) ist ein uruguayischer Fußballspieler.

## Karriere
Der nach Vereinsangaben 1,77 Meter große Mittelfeld- bzw. Defensivakteur Rodales stand zu Beginn seiner Karriere von 2006 bis 2010 im Kader des uruguayischen Erstligisten Liverpool Montevideo. In der Saison 2008/09 erzielte er zwei Tore in der Primera División und kam zweimal (kein Tor) in der Copa Sudamericana zum Einsatz. In der Spielzeit 2009/10 folgten 29 weitere Erstligaeinsätze, bei denen er viermal ins gegnerische Tor traf. 2010/11 wurde er 14-mal (ein Tor) in der höchsten uruguayischen Spielklasse aufgestellt und wechselte während der Saison im Januar 2011 auf Leihbasis nach Argentinien zum Erstligisten CA Tigre. Nach 25 absolvierten Begegnungen (kein Tor) der Primera División und einem Einsatz (kein Tor) in der Copa Argentina, kehrte er Ende Dezember 2011 zum Liverpool Fútbol Club nach Montevideo zurück. In den Spielzeiten 2011/12 und 2012/13 lief er in 15 (kein Tor) bzw. 27 Erstligapartien (zwei Tore) und sechs Spielen (kein Tor) der Copa Sudamericana auf. Im Juli 2013 wurde er abermals ins westliche Nachbarland ausgeliehen und war bis Ende Juni 2014 für Atlético Rafaela aktiv. Die Statistik weist für diese Karrierestation 36 Erstligaspiele mit Rodales Beteiligung aus, in denen er drei Tore schoss. Im Juli 2014 schloss er sich sodann Peñarol Montevideo an. In der Spielzeit 2014/15 wurde er 18-mal (kein Tor) in der höchsten uruguayischen Spielklasse und viermal (kein Tor) in der Copa Sudamericana 2014 eingesetzt. Mitte August 2015 kehrte er zunächst für ein halbes Jahr auf Leihbasis zu Liverpool Montevideo zurück. Bei Peñarol besitzt er noch einen Vertrag bis 2017. In der Apertura 2015 kam er dort zu 14 Erstligaeinsätzen (kein Tor). Zum Jahresanfang 2016 kehrte er zu Peñarol zurück und absolvierte in der Clausura 2016 zwei Erstligapartien (kein Tor) und eine Begegnungen (kein Tor) in der Copa Libertadores 2016. Er gewann mit dem Team am Saisonende die uruguayische Meisterschaft. In der Saison 2016 kam er sechsmal (kein Tor) in der Liga und zweimal (kein Tor) in der Copa Sudamericana 2016 zum Einsatz. Ab Februar 2017 folgte ein erneutes Engagement bei Liverpool Montevideo.

## Erfolge
- Uruguayischer Meister: 2015/16